# 大都市地域における住宅及び住宅地の供給の促進に関する特別措置法
大都市地域における住宅及び住宅地の供給の促進に関する特別措置法（だいとしちいきにおけるじゅうたくおよびじゅうたくちのきょうきゅうのそくしんにかんするとくべつそちほう、昭和50年7月16日法律第67号）は、大量の住宅および住宅地の供給と良好な住宅街区の整備に関する日本の法律である。大都市住宅供給法や大都市法、宅地供給促進法と略称される。
1975年7月16日に公布された。

## 概要
大都市地域における住宅及び住宅地の供給の促進に関する特別措置法は、大都市地域における住宅及び住宅地の供給を促進するため、住宅市街地の開発整備の方針等について定めるとともに、土地区画整理促進区域及び住宅街区整備促進区域内における住宅地の整備又はこれと併せて行う中高層住宅の建設並びに都心共同住宅供給事業について必要な事項を定める等特別の措置を講ずることにより、大量の住宅及び住宅地の供給と良好な住宅街区の整備を図り、もって大都市地域の秩序ある発展に寄与することを目的とする（法第1条）。基本的な考え方として大都市圏においては、出生率が低い一方で、高齢者の大幅な増加の見込みであり、また依然として長時間通勤の解消、居住水準の向上、密集市街地の改善等の大都市圏特有の課題が存在している。このため、国民の居住ニーズの多様化・高度化を考慮しつつ、それぞれの世帯が無理のない負担で良質な住宅を確保できるよう、住宅の供給等及び住宅地の供給を着実に進める必要。その際には、地域ごとの住宅需要を見極めるとともに、地域の実情に応じた都市農地の保全の在り方に留意することが必要。都心の地域その他既成市街地内では、土地の有効・高度利用、既存の公共公益施設の有効活用、防災性の向上、職住近接の実現等の観点から、建替えやリフォーム等を推進するとともに、良質な住宅・宅地ストックの流通や空き家の有効利用を促進。郊外型の新市街地開発は、既に着手している事業で、自然環境の保全に配慮され、将来にわたって地域の資産となる豊かな居住環境を備えた優良な市街地の形成が見込まれるものに限定。大都市地域（三大都市圏においては、計画的な住宅供給等の促進を図っていくことが特に重要であることを踏まえ、住生活基本法に基づき、関係都府県の住生活基本計画の中で、住宅の供給等を重点的に図るべき地域（重点供給地域）及び当該地域で実施する事業について定め、住宅等の需要を見極め、計画的な住宅の供給等を推進してきているところである。1990年6月29日に改正された大都市地域における住宅地等の供給の促進に関する特別措置法の一部を改正する法律では、大都市地域における住宅地等の供給の促進に関する特別措置法から大都市地域における住宅及び住宅地の供給の促進に関する特別措置法に名称が変更された。

## 住宅市街地の開発整備の方針
首都圏を構成する東京都、神奈川県、埼玉県、千葉県及び茨城県の大都市地域を対象として、平成17年(2005年)を目標に今後10年間の住宅及び住宅地の供給に関する基本的な事項、供給目標量及びその目標量を達成するために必要な基本的な施策を定めるものであり、国、関係地方公共団体等が施策を講ずるに当たっての共通の指針となるものである。
･当該都市計画区域内の住宅市街地の開発整備の目標及び良好な住宅市街地の整備又は開発の方針
･一体的かつ総合的に良好な住宅市街地を整備し、又は開発すべき市街化区域における相当規模の地区
･市街化区域の市街化の状況等を勘案し、良好な住宅市街地として計画的に開発することが適当と認められる市街化調整区域における相当規模の地区
住宅市街地の開発整備の方針は、住宅及び住宅地の供給を促進するため良好な住宅市街地の開発整備を図るべきものとして国土交通大臣が指定するものにおいては、上記の3つの事項を明らかにした住宅市街地の開発方針を定めるように務めるようにする。国及び地方公共団体は、住宅市街地の開発整備の方針に従い、良好な住宅市街地の開発整備を促進するため、土地区画整理促進区域、地区計画その他の都市計画の決定、住宅市街地の開発整備に関する事業の実施、良好な住宅市街地の開発整備に関連して必要となる公共の用に供する施設の整備その他の必要な措置を講ずるよう努めなければならない。国及び関係地方公共団体は、大都市地域における住宅の需要及び供給に関する長期的見通しに基づき、新たに必要となる住宅及び住宅地の供給を確保するため、相当規模の住宅市街地の開発整備に関する事業の実施その他の必要な措置を講ずるよう努めなければならない。また、大都市地域における土地の有効な利用を促進し、並びにその投機的取引を抑制して住宅及び住宅地の供給の促進を図るため、必要な税制上の措置その他の適切な措置を講ずるよう努めなければならない（法第3条）。指定都市の長は、一体的かつ総合的に良好な住宅市街地を整備し、又は開発すべき市街化区域における相当規模の地区、市街化区域の市街化の状況等を勘案し、良好な住宅市街地として計画的に開発することが適当と認められる都市計画法第七条第一項の規定による市街化調整区域における相当規模の地区の地価が急激に上昇し、又は上昇するおそれがあり、これによつて適正かつ合理的な土地利用の確保が困難となるおそれがあると認められる区域を監視区域として指定するよう努めるものとする。土地区画整理促進区域と住宅街区整備促進区域内で土地の形質の変更又は建築物の新築・改築・増築を行う場合は、原則として都道府県知事の許可を受けなければならないこと（7条1項、26条）や、住宅街区整備事業の換地処分の公告がある日まで、事業の施行の障害となるような土地の形質の変更又は建築物の新築・改築・増築を行う場合は、都道府県知事の許可を受けなければならないこと（67条1項）、仮換地が指定された場合は、従前の宅地について使用収益権を有する者は、仮換地の指定の効力の発生の日から換地処分の公告の日まで、仮換地等は従前の宅地について有する権利と同じ内容の使用収益をすることができ、従前の宅地の使用収益が停止されること、また、従前の宅地が他人の換地に指定された場合は、従前の宅地の使用収益ができなくなること（83条で準用する土地区画整理法99条1項及び3項）、換地を定めないこととした宅地に使用収益停止処分がされた場合は、宅地の使用収益権者は、定められた期日からその宅地等使用収益をすることができないことが定められている。

## 構成
第一章　総則（第一条―第三条）
第二章　住宅市街地の開発整備の方針等（第四条・第四条の二）
第三章　土地区画整理促進区域（第五条―第九条）
第四章　特定土地区画整理事業（第十条―第二十三条）
第五章　住宅街区整備促進区域（第二十四条―第二十七条）
第六章　住宅街区整備事業
第一節　総則（第二十八条―第三十二条）
第二節　施行者
第一款　個人施行者（第三十三条―第三十六条）
第二款　住宅街区整備組合（第三十七条―第五十一条）
第三款　都府県及び市町村（第五十二条―第五十七条）
第四款　独立行政法人都市再生機構及び地方住宅供給公社（第五十八条―第六十二条）
第三節　住宅街区整備事業の施行
第一款　通則（第六十三条―第七十一条）
第二款　換地計画（第七十二条―第八十二条）
第三款　仮換地の指定、換地処分、減価補償金、清算及び権利関係の調整（第八十三条―第八十九条）
第四款　宅地の立体化手続の特則（第九十条）
第四節　費用の負担等（第九十一条―第九十四条）
第五節　雑則（第九十五条―第百一条）
第六章の二　都心共同住宅供給事業（第百一条の二―第百一条の十五）
第七章　雑則（第百二条―第百九条の二）
第八章　罰則（第百十条―第百二十一条）
附則